# الرباط المنصوري

الرباط المنصوري، وهو رباط (ملجأ الفقراء من الصوفية) وقفه السلطان المملوكي المنصور قلاوون الصالحي على فقراء وزوار القدس في سنة 681 هـ/1282-1283م، كما يتبين من نقش كتابي فوق باب الرباط. وقد أشرف علاء الدين البصير على عمارته. وهو من المؤسسات السلطانية القليلة التي بُنيت خارج المسجد الأقصى. وقد تولى الإشراف عليه عدد من الشيوخ.

## وصفه
يتكون الرباط المنصوري من ساحة مكشوفة يحيط بها عدد من الغرف والخلاوي، وقد أُلحق به مسجد، ويتم الوصول إليه عبر مدخل معقود يؤدي إلى دركاه، وهي ذات سقف قبو متقاطع. وتؤدي الدركاه بدورها إلى الساحة المكشوفة، والغرف، والخلاوي، والمسجد. وفي العصر العثماني، حُوّل هذا الرباط إلى سجن، فسُمي «حبس الرباط». ثم استُخدم في العصر العثماني المتأخر داراً للسكن، وما يزال كذلك إلى الآن. وتسكن فيه عدة عائلات من التكارته السودانيين، شأنه في ذلك شأن رباط البصير. وقد أضيف إليه حديثاً عدد من الغرف داخل الساحة المكشوفة.